# Osęka wędkarska

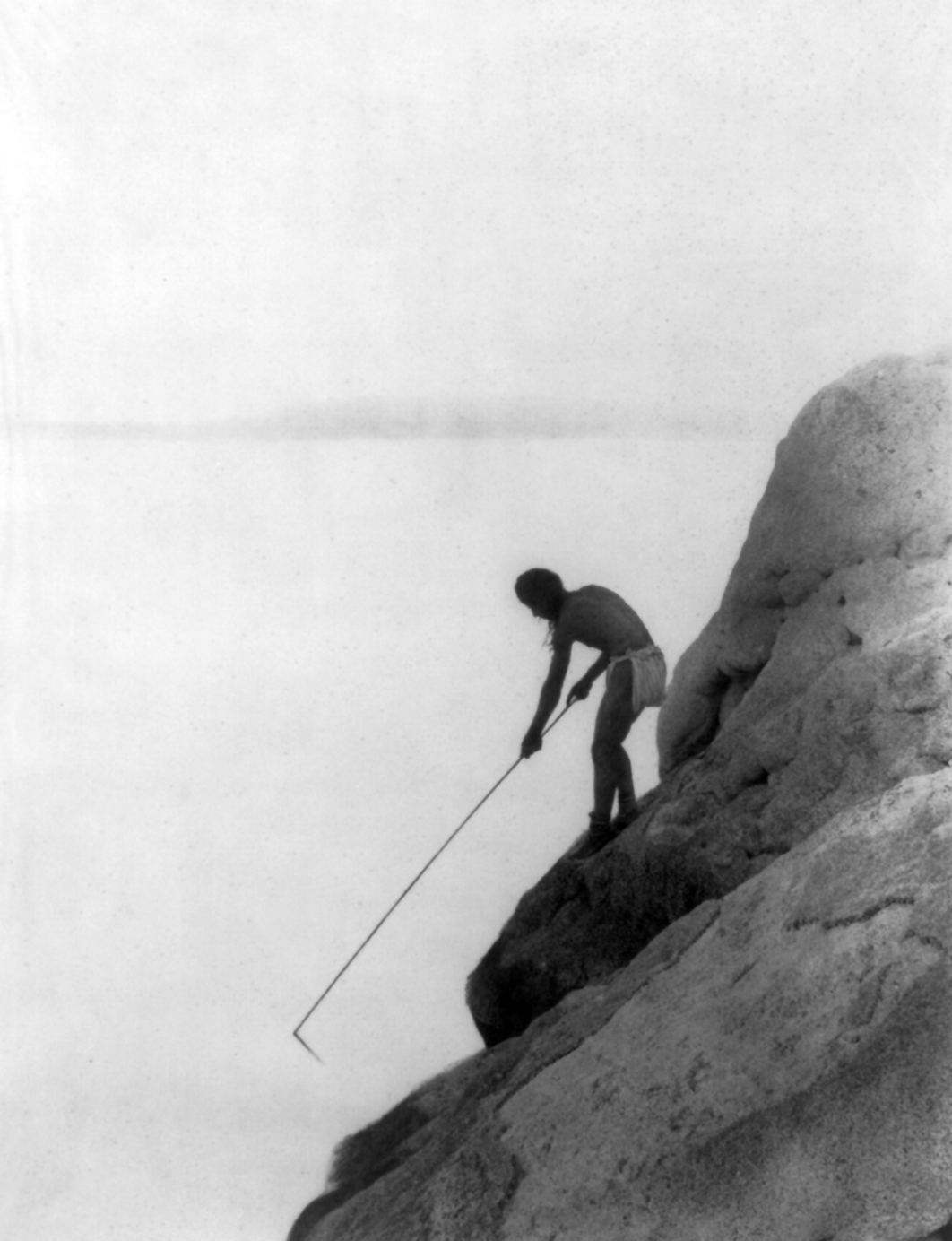
Łowienie ryb za pomocą osęki

Osęka wędkarska – narzędzie o kształcie stalowego haka osadzonego na rękojeści (najczęściej teleskopowej lub drewnianej) służące do nadziewania ryb w wodzie i wyciągania ich na łódź lub brzeg. Używana często w wędkarstwie podlodowym.

## Galeria

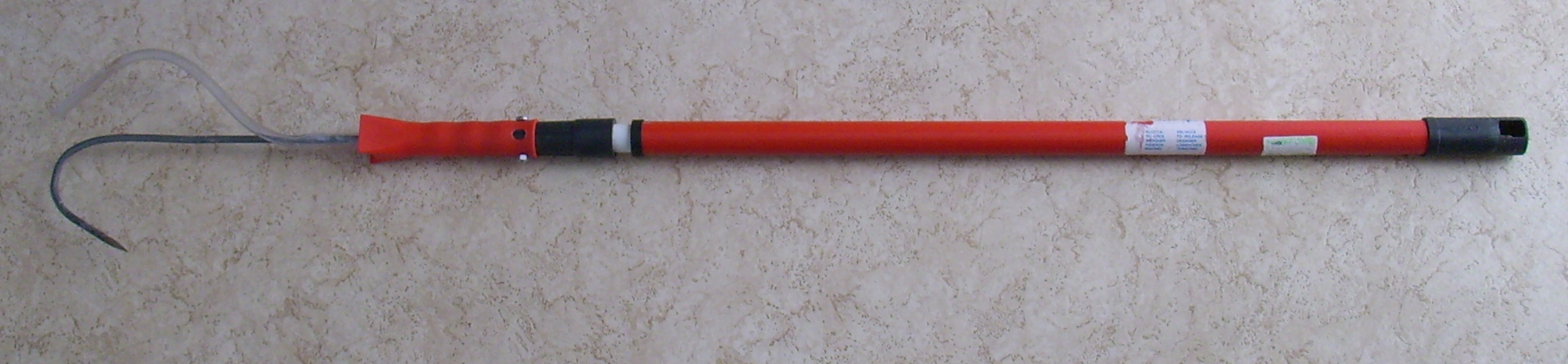
Osęka wędkarska
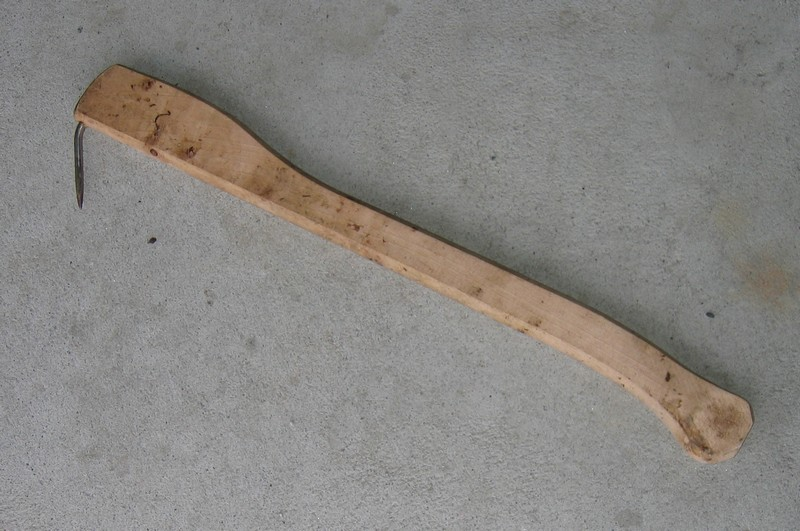
Osęka używana w Norwegii
Osęka w herbie gminy Måsøy